# Richard Wrangham
Richard Wrangham (nascido em 1948) é um primatólogo britânico. É professor de Antropologia física na Universidade Harvard e seu grupo de pesquisa agora faz parte do recentemente estabelecido Departamento de Biologia Evolutiva Humana.
É codiretor do Kibale Chimpanzee Project, que estuda os chimpanzés no Parque Nacional de Kibale, em Uganda. Sua pesquisa consiste no estudo da evolução humana se baseando no comportamento e ecologia comportamental dos grandes primatas. Wrangham foi orientado por Robert Hinde e Jane Goodall.
Foi coautor do livro O Macho Demoníaco: As origens da agressividade humana, junto com Dale Peterson. Fui um dos primeiros pesquisadores a observar a manifestações de agressão entre grupos nos chimpanzés e também a existência de cultura material nesses primatas.
Na Universidade Harvard, ele leciona as disciplinas de HEB 1330 Primate Social Behaviour (Comportamento social de primatas) e HEB 1565 Theories of Sexual Coercion (Teorias sobre a coerção sexual).

## Biografia
Wrangham nasceu em Leeds, Yorkshire. Após lecionar na Universidade de Michigan, ele se tornou Professor Ruth Moore em Harvard. Ele é um recipiente da bolsa MacArthur.